# Le Proscrit (film, 1952)
Pour plus de détails, voir Fiche technique et Distribution.
Le Proscrit (titre original : The Brigand) est un film américain de Phil Karlson sorti en 1952.

## Synopsis
À  la demande du premier ministre, Carlos Delargo, un aventurier natif du désert marocain, accepte de se faire passer pour le roi Lorenzo après que ce dernier ait été blessé par son propre cousin, le prince Ramón.

## Fiche technique
- Titre original : The Brigand
- Réalisation : Phil Karlson
- Scénario : Jesse L. Lasky Jr.
- Histoire : George Bruce d'après l'œuvre d'Alexandre Dumas
- Directeur de la photographie : W. Howard Greene
- Montage : Jerome Thoms
- Musique : Mario Castelnuovo-Tedesco
- Costumes : Jean Louis
- Production : Edward Small
- Genre : Film d'aventures
- Pays de production :  États-Unis
- Durée : 94 minutes
- Dates de sortie :
  - États-Unis : 25 juin 1952 (New York)
  - France : 1er avril 1953

## Distribution
- Anthony Dexter (VF : Michel Roux) : la capitaine Carlos Delargo / le roi Lorenzo de Mandorra
- Jody Lawrence (VF : Nelly Benedetti) : la princesse Teresa de Caruna
- Gale Robbins (VF : Claire Guibert) : la comtesse Flora
- Anthony Quinn (VF : Jacques Erwin) : le prince Ramón
- Carl Benton Reid (VF : Pierre Morin) : le premier ministre Triano
- Ron Randell (VF : Michel Gudin) : le capitaine Ruiz
- Fay Roope (VF : Marcel Rainé) : l'ambassadeur français De Laforce (comte Dellacroce en VF)
- Carleton Young : Carnot (Garnot en VF)
- Ian MacDonald (VF : René Arrieu) : le major Schrock (Rock en VF)
- Lester Matthews (VF : Jacques Bernier) : le docteur Lopez
- Barbara Brown (VF : Hélène Tossy) : la baronne Isabella
- Walter Kingsford (VF : Christian Argentin) : le sultan du Maroc
- Donald Randolph (VF : Maurice Dorléac) : Don Felipe Castro
- Mari Blanchard : Doña Dolores Castro
- Holmes Herbert (VF : Jean Brunel) : l'archevêque
- David Bond (VF : Bernard Musson) : le secrétaire du roi